# スプラッシャー
『スプラッシャー』（Splasher）は、フランスのインディーゲームスタジオSplashteamが開発したアクションゲーム。

## 概要
インク工場「Inkorp」で働くスプラッシャー（従業員）に対して上司が人体実験を行っている場面を目撃した主人公が、同僚たちを救い出し上司を捕えるべく工場内の様々なステージを攻略していく。主人公は道中で入手するポンプを用いて、体が張り付く赤インク（Stickink）や体が大きく跳ねる黄色インク（Bouncink）などを射出することができる。
本作は、以前にユービーアイソフトで『レイマン オリジン』のゲームデザイナー等をしていたRomain Claudeが独立後に手がけた最初の作品で、同作のサウンドデザイナーのAymeric Schwartzも本作に参加している。

## システム
サイドビューで描かれたステージは全部で22あり、床や壁の至る所に前述の赤インクや黄色インクがついている。また、主人公は赤インク・黄色インクに加えインクを洗い流す水を射出できるが、これらはゲームの進行状況に応じて順次使用可能となる。水やインクを敵に向けて射出すると以下のような効果を表す。
- 水 - 一部を除く敵を倒せる。
- 赤いインク - 敵を動けなくする。
- 黄色いインク - 敵を跳ね飛ばす。

各ステージ内ではそれぞれ7人のスプラッシャーが各所で救出を待っている。ゴール地点で囚われているスプラッシャーは、ステージ内で手に入る黄金のインクを合計700以上集めた場合のみ救出できる。スプラッシャーの救出はクリアに必須ではないが、7人全員を救出するとクリアステージのタイムアタックモードが解禁される。このモードではスプラッシャーは登場せず、クリアタイムに応じて金・銀・銅の評価がつく。タイムはサーバーにアップロードされ順位づけが行われる。
スピードランモードでは、全ステージを通してプレイしクリアするまでの時間を競う。通常モードと同じスタイルの「スタンダード」、スプラッシャーが登場しない「要救助者無し」、スプラッシャーを全員救出する必要がある「全員救出」の3種類がある。それぞれの結果はタイムアタックモードと同様にサーバー上でランキング化される。

## 受賞
- Trophée Flip（フランス語版） 2015 Jeux Vidéo（ビデオゲーム部門） 「Prix du Jury（審査員賞）」[13]
- Stunfest（フランス語版） 2016 「1er Prix du Jury（審査員最優秀賞）」[14]
- Ping Awards（フランス語版） 2017 「Ping meilleur jeu indépendant（Pingベストインディーゲーム）」[15]